# Otok (żupania medzimurska)
Otok – wieś w Chorwacji, w żupanii medzimurskiej, w mieście Prelog. W 2011 roku liczyła 335 mieszkańców.